# Новогупаловский сельский совет (Вольнянский район)
Новогупаловский сельский совет (укр. Новогупалівська сільська рада) — входит в состав
Вольнянского района
Запорожской области
Украины.
Административный центр сельского совета находится в 
с. Новогупаловка.

## Населённые пункты совета
- с. Новогупаловка
- с. Аграфеновка
- с. Казаковское
- с. Акимовское

## Ликвидированные населённые пункты совета
- с. Александровское